# 野崎千華
野﨑 千華（のざき ちか、旧姓：川畑、1967年〈昭和42年〉5月27日 - ）は、日本のフリーアナウンサー、ナレーター、声優、キャスター、リポーター。元南日本放送（MBC）女性アナウンサー。

## 略歴
鹿児島県志布志市出身。鹿児島県立志布志高等学校卒業後、日本女子大学を卒業。血液型はO型。
アナウンサーとして、1991年（平成3年）4月1日にMBC南日本放送へ入社し、1995年（平成7年）3月30日に退社。
空から日本を見てみようでのナレーションは低い声だが、本来は高め。趣味は、旅行、ドライブ、映画、ドラマ鑑賞、フラメンコ。

## 主な担当番組

### ナレーション
- ノンストップ!（フジテレビ系列、2012年4月 - 2018年2月[2][3]）
- 坂本昌行のOne Dish（ノンストップ!）（フジテレビ系列、2012年4月 - 2018年2月[2]）
- ディノス いいものプレミアム（ノンストップ!）（フジテレビ系列、2012年4月 - 2018年2月[2]）
- 空から日本を見てみよう（テレビ東京系列、2009年9月[2][3] - 2011年3月）
- やじうまテレビ!（テレビ朝日系列[2][3]）
- 展示会へ行こう!（TwellV[2][3]）
- ICTインパクト特別編・バラカン&米倉教授対談・ITが切り開く未来（BS-TBS[2]）
- 発見!豪州の隠れ家[2]
- 将棋ウィークリー（囲碁将棋チャンネル[2]）
- テレビ囲碁認定（囲碁将棋チャンネル[2]）
- 東映ホットライン（東映チャンネル[2]）
- シリーズ福祉・介護保険がわかるシリーズ[2]
- いきいき子育て[2]
- 資源の循環～リサイクルを考える～[2]
- MAGロード・ニュース![2]

他多数

### ボイスオーバー
- ブロードキャスター（TBS系列[2]）
- おもいッきりDON!（日本テレビ系列[2]）
- 朝はビタミン!（テレビ東京系列[2]）
- 健康トリプルアンサー（BS-TBS[2][3]）
- MADE IN BS JAPAN（BSジャパン[2][3]）

### キャスター・リポーター
- いわき市 新春特番[2][3]
- 日建学院[2][3]
- 九州が知りたい（RKB制作、九州ローカル[2]）
- M症候群（MBC制作、 鹿児島ローカル、深夜枠[2]）
- MBCてれび通り（MBC[2]）
- MBCニュース（MBC）
- ときめきインフォメーション[2]
- どーんと鹿児島[2]
- 鹿児島県地区対抗女子駅伝競走大会[2]
- ヴェレーナシティー行徳[2]

### CMナレーション
- タジマ[2][3]
- Igarashi Harumi SOUND-JAM[2]
- 大阪厚生信用金庫[2]
- 山形屋[2]
- 城山観光ホテル[2]
- フジッコ[2][3]
- Udemy

### ラジオパーソナリティー
- ラジオ天国ちゃんと聴いてNight（MBC、フリー[2][注釈 1]）
- トワイライトWAVE（FMいわき[2]）
- カレッジ・レディオ・ジャパン（JFN系列[2]）
- 私たちの作文（MBC[2]）
- ポテトタイム（MBC[2]）

### VPナレーション
- 企業会計アドバンスコース
- ビジネスマナー基本コース
- JANTI安全文化e-シリーズ あなたが主役・安全文化
- 大和ハウス工業・GS-50（入居者編[3]）
- 頭髪医療最前線
- 司法制度改革
- au（LISMO![3]）

他多数